# Hincksella pusilla
Hincksella pusilla är en nässeldjursart som först beskrevs av James Cunningham Ritchie 1910.  Hincksella pusilla ingår i släktet Hincksella och familjen Syntheciidae. Inga underarter finns listade i Catalogue of Life.